# Vertical Blue

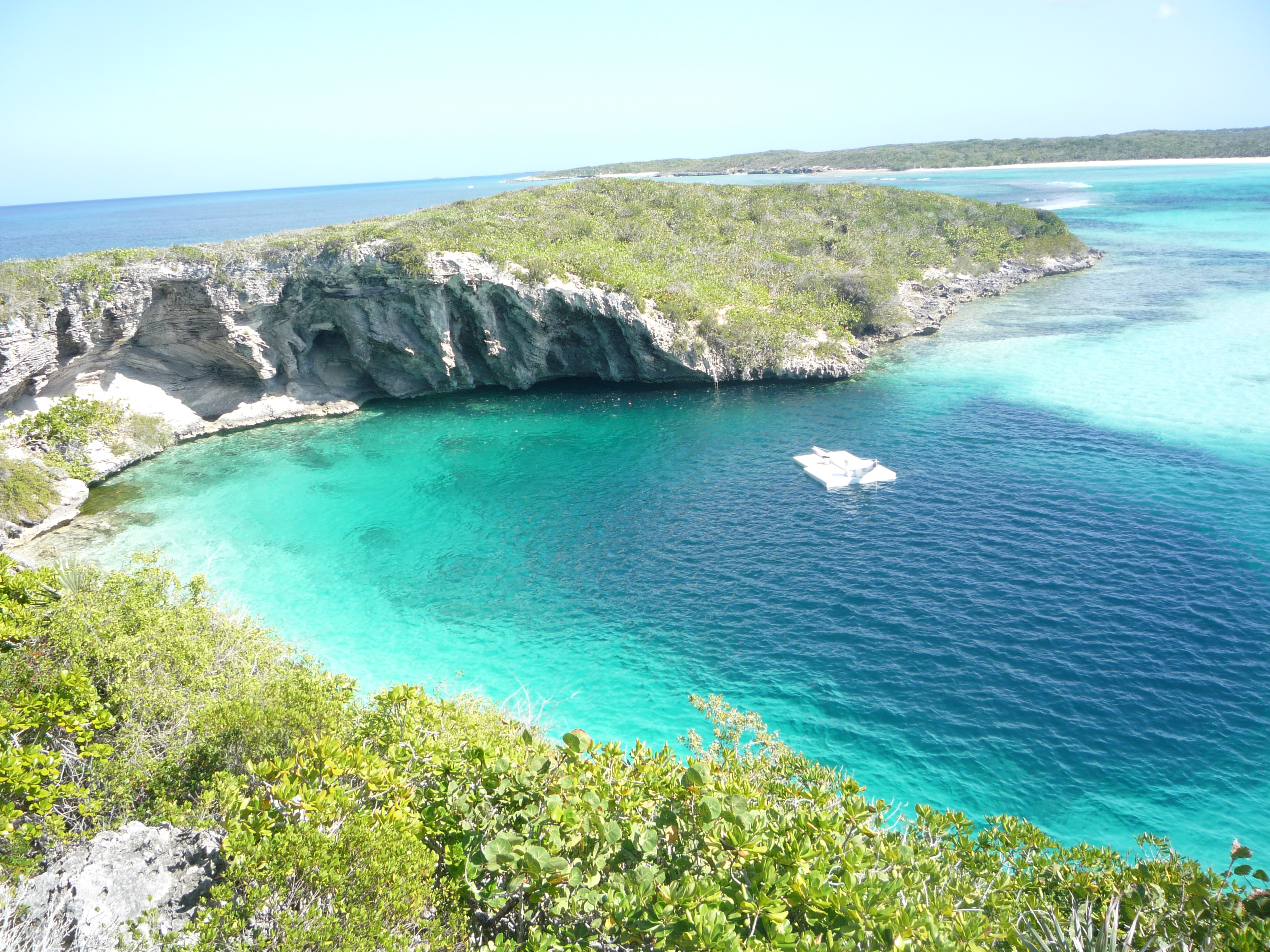
Agujero azul de Dean

Vertical Blue es una escuela de buceo en apnea que opera en el Agujero azul de Dean, en las Bahamas, y es presidida por el poseedor del actual récord mundial de apnea en la disciplina de peso constante sin aletas: William Trubridge. Es también el nombre de la competición anual de apnea de jueces de la AIDA Internacional, que se desarrolla en el mismo lugar, y que en abril de 2008 se confirmaron 25 nuevos registros nacionales y 5 récords mundiales rotos durante el undécimo día del evento.
El 17 de noviembre de 2013, el buzo estadounidense Nicholas Mevoli murió después de intentar establecer un récord durante una competición vertical blue en el agujero azul de Dean.